# Al Ittihad Alexandria SC
Pour les articles homonymes, voir Alexandrie (homonymie).
Pour les articles homonymes, voir Al Ittihad.
Maillots
Actualités
Dernière mise à jour : 7 juillet 2025.
L'Al Ittihad Alexandria Sporting Club (en arabe : نادي الاتحاد السكندري) est un club égyptien de football fondé en 1914 et basé dans la ville d'Alexandrie.
L'équipe (prononcée Al Ittihad Al Sakandary en arabe) fait partie d'un club omnisports dont la section la plus célèbre pratique le football.

## Histoire
Le club sera l'un des protagonistes lors de la création de la Fédération égyptienne de football en 1921 et sera donc une des premières équipe à la rejoindre.
Selon les récents sondages et depuis plusieurs décennies, le club est le plus populaire de la ville d'Alexandrie, qui compte plusieurs équipes de rang majeur, et est le quatrième club le plus supporté en Égypte après Al Ahly SC, le Zamalek SC et Ismaily.

## Palmarès
| National |
| - Coupe d'Égypte (6) : - Vainqueur : 1926, 1936, 1948, 1963, 1973 et 1976 - Finaliste : 1922, 1925, 1929, 1930, 1955, 1962, 1988 et 2005 - Championnat de la Ligue d'Alexandrie (2) : - Champion : 1927 et 1953 - Coupe du Sultan Hussein (1) : - Vainqueur : 1935 |

## Anciens joueurs
- Ahmed Al Kass
- Hossam Hassan
- Mido
- Mohamed Nagy
- Shady Mohamed